# Théorie des élites
En philosophie, en sciences politiques et en sociologie, la théorie des élites est une théorie de l'État qui cherche à décrire et à expliquer les rapports de force dans la société contemporaine. La théorie postule qu'une petite minorité, composée de membres de l'élite économique et des réseaux de planification politique, détient le plus de pouvoir, et que ce pouvoir est indépendant des élections démocratiques.
Grâce à des postes dans des entreprises ou au sein de conseils d'administration et à une influence sur les réseaux de planification des politiques grâce au soutien financier de fondations ou à des postes dans des groupes de réflexion ou des groupes de discussion sur les politiques, les membres de «l'élite» exercent un pouvoir important sur les décisions des entreprises et du gouvernement.
Les caractéristiques de base de cette théorie sont que le pouvoir est concentré, les élites sont unifiées, les non-élites sont diverses et impuissantes, les intérêts des élites sont unifiés en raison d'arrière-plans et de positions communes et la caractéristique déterminante du pouvoir est la position institutionnelle .
La théorie de l'élite s'oppose au pluralisme (plus d'un système de pouvoir), une tradition qui mettait l'accent sur la façon dont de multiples groupes et intérêts sociaux majeurs ont une influence sur diverses formes de représentation au sein d'ensembles de dirigeants plus puissants, contribuant à des résultats politiques décemment représentatifs qui reflètent le collectif. besoins de la société.
Même lorsque des groupes entiers sont apparemment complètement exclus des réseaux de pouvoir traditionnels de l'État (sur la base de critères arbitraires tels que la noblesse, la race, le sexe ou la religion), la théorie des élites reconnaît que des « contre-élites » se développent fréquemment au sein de ces groupes exclus. Les négociations entre ces groupes privés de leurs droits et l'État peuvent être analysées comme des négociations entre élites et contre-élites. Un problème majeur, à son tour, est la capacité des élites à coopter les contre-élites.
Les systèmes démocratiques fonctionnent sur la prémisse que le comportement électoral a un effet direct et notable sur les résultats politiques, et que ces résultats sont préférés par la plus grande partie des électeurs. De manière frappante, une étude publiée en 2014, qui corrélait les préférences des électeurs aux résultats politiques, a révélé que la corrélation statistique entre les deux dépend fortement des tranches de revenu des groupes votants . Au revenu le plus bas échantillonné dans les données, le coefficient de corrélation a atteint zéro, tandis que le revenu le plus élevé a donné un coefficient de corrélation supérieur à 0,6. La conclusion de cette recherche était qu'il existe une forte corrélation linéaire entre le revenu des électeurs et la fréquence à laquelle leurs préférences politiques deviennent réalité. La causalité de cette corrélation n'a pas encore été prouvée dans des études ultérieures, mais c'est un domaine de recherche actif.

## Histoire

### Perspective ancienne sur la théorie de l'élite
Polybe (~150 av. J.-C.) a qualifié ce que nous appelons aujourd'hui la théorie de l'élite de simplement "autocratie". Il a postulé avec une grande confiance que les 3 formes originelles de sources de pouvoir politique : un homme (monarchie/exécutif), peu d'hommes (autocratie), plusieurs (démocratie) finiraient par être corrompus en une forme dégradée d'elle-même, sinon équilibrée dans un "gouvernement mixte". La monarchie deviendrait la « tyrannie », la démocratie deviendrait le « gouvernement de la foule » et le gouvernement des élites (autocratie) deviendrait corrompu dans ce qu'il appelait « l'oligarchie » . Polybe a effectivement déclaré que cela était dû à une incapacité à appliquer correctement les freins et contrepoids entre les trois formes mentionnées ainsi que les institutions politiques ultérieures.

### École italienne de l'élitisme
Vilfredo Pareto (1848–1923), Gaetano Mosca (1858–1941) et Robert Michels (1876–1936) ont été les cofondateurs de l' école italienne de l'élitisme, qui a ensuite influencé la théorie de l'élite dans la tradition occidentale ,.
La vision de l'école italienne de l'élitisme repose sur deux idées :
1. Le pouvoir réside dans la position d'autorité dans les principales institutions économiques et politiques.
2. La différence psychologique qui distingue les élites est qu'elles ont des ressources personnelles, par exemple l'intelligence et les compétences, et un intérêt direct dans le gouvernement ; tandis que les autres sont incompétents et n'ont pas les capacités de se gouverner, l'élite est ingénieuse et s'efforce de faire fonctionner le gouvernement. Car en réalité, l'élite aurait le plus à perdre dans un État défaillant.

#### Vilfredo Pareto
Pareto a souligné la supériorité psychologique et intellectuelle des élites, estimant qu'elles étaient les plus performantes dans tous les domaines. Il a évoqué l'existence de deux types d'élites :
1. Élites gouvernantes
2. Élites non gouvernantes

Il a également étendu l'idée que toute une élite peut être remplacée par une nouvelle et comment on peut passer d'une élite à une non-élite.

#### Gaetano Mosca
Mosca a mis l'accent sur les caractéristiques sociologiques et personnelles des élites. Il a dit que les élites sont une minorité organisée et que les masses sont une majorité non organisée. La classe dirigeante est composée de l'élite dirigeante et des sous-élites. Il divise le monde en deux groupes :
1. Classe politique
2. Classe non politique

Mosca affirme que les élites ont une supériorité intellectuelle, morale et matérielle hautement estimée et influente.

#### Robert Michels
Le sociologue Michels a développé la loi d'airain de l'oligarchie où, affirme-t-il, les organisations sociales et politiques sont dirigées par quelques individus, et l'organisation sociale et la division du travail sont essentielles. Il croyait que toutes les organisations étaient élitistes et que les élites ont trois principes de base qui aident à la structure bureaucratique de l'organisation politique :
1. Besoin de dirigeants, de personnel spécialisé et d'installations
2. Utilisation des installations par les dirigeants au sein de leur organisation
3. L'importance des attributs psychologiques des dirigeants

### Théoriciens de l'élite contemporaine

#### Elmer Eric Schattschneider
Elmer Eric Schattschneider a offert une critique sévère de la théorie politique américaine du pluralisme : Plutôt qu'un système essentiellement démocratique dans lequel les nombreux intérêts concurrents des citoyens sont amplement représentés, sinon avancés, par un nombre égal de groupes d'intérêts concurrents, Schattschneider a soutenu que le système de pression est biaisé en faveur des « membres les plus instruits et les plus riches de la société » et a montré que « la différence entre ceux qui participent à l'activité des groupes d'intérêt et ceux qui se tiennent à l'écart est beaucoup plus grande qu'entre les votants et les non-votants » .
Dans The Semisovereign People, Schattschneider a fait valoir que la portée du système de pression est vraiment assez petite : « La gamme de groupes organisés, identifiables et connus est incroyablement étroite ; le système de pression apparaît partout". Il dit que "l'idée que le système de pression est automatiquement représentatif de l'ensemble de la communauté est un mythe" et qu'au lieu de cela, le "système est biaisé, chargé et déséquilibré en faveur d'une fraction d'une minorité" .

#### C.Wright Mills

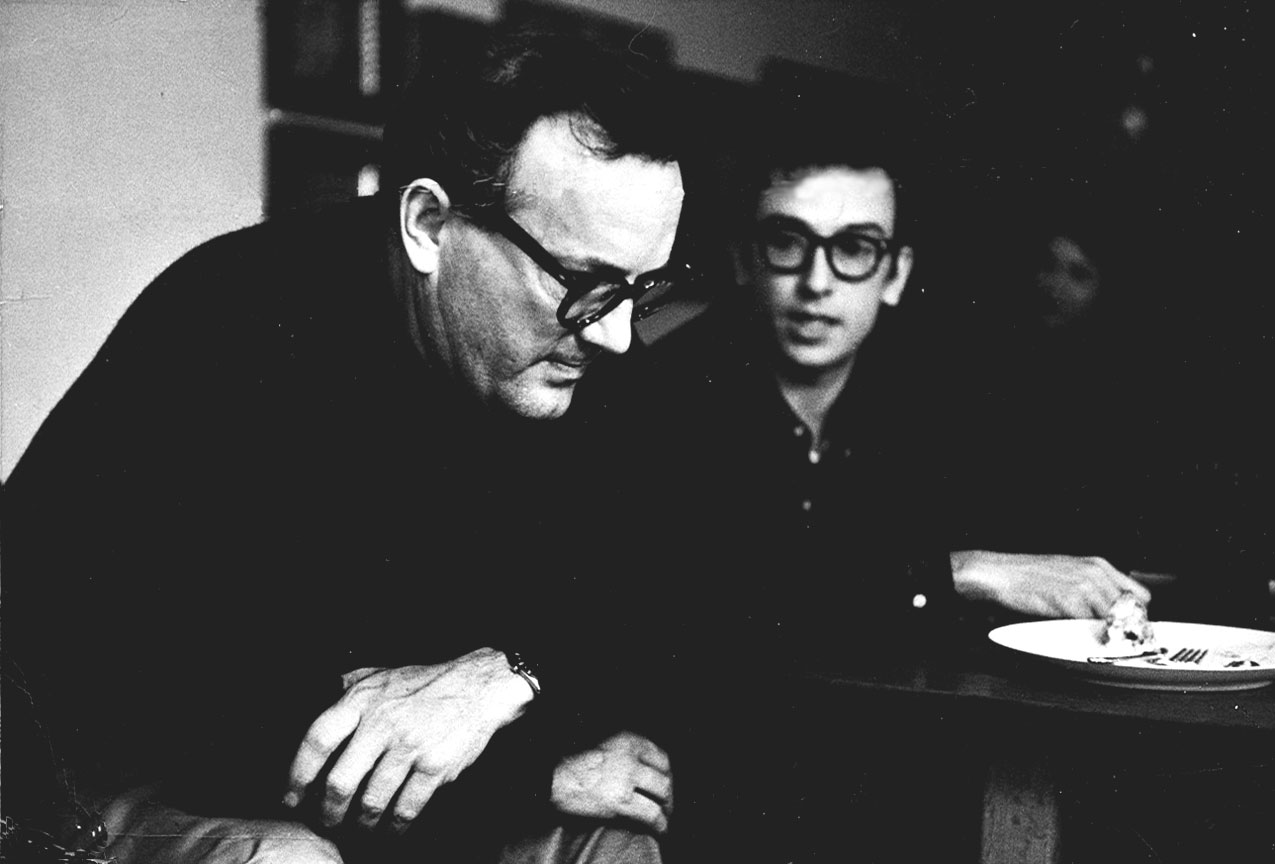
A gauche nous avons le sociologue C. Wright Mills et à droite nous avons l'écrivain Saul Landau (à l'époque son assistant).

Mills a publié son livre The Power Elite en 1956, dans lequel il prétendait présenter une nouvelle perspective sociologique sur les systèmes de pouvoir aux États-Unis. Il a identifié un triumvirat de groupes de pouvoir - politique, économique et militaire - qui forment un corps distinctif, bien que non unifié, exerçant le pouvoir aux États-Unis.
Mills a proposé que ce groupe ait été généré par un processus de rationalisation à l'œuvre dans toutes les sociétés industrielles avancées par lequel les mécanismes du pouvoir se sont concentrés, canalisant le contrôle global entre les mains d'un groupe limité et quelque peu corrompu . Cela reflétait un déclin de la politique en tant qu'arène de débat et sa relégation à un niveau purement formel de discours . Cette analyse à grande échelle visait à pointer la dégradation de la démocratie dans les sociétés « avancées » et le fait que le pouvoir se situe généralement en dehors des frontières des élus.
L'une des principales influences de l'étude a été le livre de Franz Leopold Neumann, Behemoth: The Structure and Practice of National Socialism, 1933–1944, une étude sur la façon dont le nazisme est arrivé au pouvoir dans l'État démocratique allemand. Il a fourni les outils pour analyser la structure d'un système politique et a servi d'avertissement de ce qui pourrait arriver dans une démocratie capitaliste moderne.

#### Floyd Hunter
L'analyse du pouvoir par la théorie des élites a également été appliquée à l'échelle micro dans les études sur le pouvoir communautaire comme celle de Floyd Hunter (1953). Hunter a examiné en détail le pouvoir des relations évidentes dans sa «ville régionale» à la recherche des «vrais» détenteurs du pouvoir plutôt que de ceux qui occupent des postes officiels évidents. Il a postulé une approche structurelle-fonctionnelle qui a cartographié les hiérarchies et les réseaux d'interconnexion au sein de la ville - cartographiant les relations de pouvoir entre les hommes d'affaires, les politiciens, le clergé, etc. L'étude a été promue pour démystifier les concepts actuels de toute «démocratie» présente dans la politique urbaine et réaffirmer les arguments en faveur d'une véritable démocratie représentative . Ce type d'analyse a également été utilisé dans des études ultérieures à plus grande échelle telles que celle menée par M. Schwartz examinant les structures de pouvoir au sein de la sphère de l'élite des entreprises aux États-Unis .

#### G.William Domhoff
Dans son livre controversé de 1967 Who Rules America?, G. William Domhoff a effectué des recherches sur les réseaux de processus décisionnels locaux et nationaux cherchant à illustrer la structure du pouvoir aux États-Unis. Il affirme, tout comme Hunter, qu'une classe d'élite qui possède et gère de grandes propriétés génératrices de revenus (comme les banques et les sociétés) domine politiquement et économiquement la structure du pouvoir américain .

#### James Burnham
Les premiers travaux de Burnham, The Managerial Revolution, cherchaient à exprimer le mouvement de tout le pouvoir fonctionnel entre les mains des managers plutôt que des politiciens ou des hommes d'affaires - séparant la propriété et le contrôle .

#### Robert D. Putnam
Putnam considérait le développement de connaissances techniques et exclusives parmi les administrateurs et d'autres groupes de spécialistes comme un mécanisme qui dépouille le processus démocratique et le fait passer aux conseillers et aux spécialistes qui influencent le processus de décision .
"Si les figures dominantes des cent dernières années ont été l'entrepreneur, l'homme d'affaires et le dirigeant industriel, les 'hommes nouveaux' sont les scientifiques, les mathématiciens, les économistes et les ingénieurs de la nouvelle technologie intellectuelle." 

#### Thomas R.Dye
Dye, dans son livre Top Down Policymaking, soutient que la politique publique américaine ne résulte pas des «demandes du peuple», mais plutôt du consensus d'élite trouvé à Washington, DC -fondations à but non lucratif, groupes de réflexion, groupes d'intérêts spéciaux, et des cabinets de lobbying et d'avocats de premier plan. La thèse de Dye est encore développée dans ses travaux : L'ironie de la démocratie, Politique en Amérique, Comprendre la politique publique et Qui dirige l'Amérique ?.

#### George A. Gonzalez
Dans son livre Corporate Power and the Environment, George A. Gonzalez écrit sur le pouvoir des élites économiques américaines de façonner la politique environnementale à leur propre avantage. Dans The Politics of Air Pollution: Urban Growth, Ecological Modernization and Symbolic Inclusion et aussi dans Urban Sprawl, Global Warming, and the Empire of Capital, Gonzalez utilise la théorie de l'élite pour expliquer l'interrelation entre la politique environnementale et l'étalement urbain en Amérique. Son travail le plus récent, Energy and Empire: The Politics of Nuclear and Solar Power in the United States, démontre que les élites économiques ont lié leur défense de l'option de l'énergie nucléaire aux objectifs de la politique étrangère américaine d'après 1945, alors qu'en même temps ces élites s'opposaient au soutien gouvernement du soutien à d'autres formes d'énergie, comme l'énergie solaire, qui ne peuvent être dominées par une seule nation.

#### Ralf Dahrendorf
Dans son livre Réflexions sur la Révolution en Europe , Ralf Dahrendorf affirme qu'en raison du niveau avancé de compétence requis pour l'activité politique, un parti politique tend à devenir, en fait, un fournisseur de « services politiques », c'est-à-dire le administration des bureaux publics locaux et gouvernementaux. Pendant la campagne électorale, chaque parti essaie de convaincre les électeurs qu'il est le plus apte à gérer les affaires de l'État. La conséquence logique serait de reconnaître ce caractère et d'enregistrer ouvertement les parties en tant que prestataires de services. De cette façon, la classe dirigeante comprendrait les membres et associés des entreprises légalement reconnues et la "classe qui est gouvernée" sélectionnerait par élection la société d'administration de l'État qui correspond le mieux à ses intérêts.

#### Martin Gilens et Benjamin I. Page
Dans leur analyse statistique de 1 779 questions politiques, les professeurs Martin Gilens et Benjamin Page ont constaté que « les élites économiques et les groupes organisés représentant les intérêts commerciaux ont des impacts indépendants substantiels sur la politique du gouvernement américain, tandis que les citoyens moyens et les groupes d'intérêts de masse ont peu ou pas d'influence indépendante. " ,. Les critiques cités par Vox.com ont fait valoir, en utilisant le même ensemble de données, que lorsque les riches et la classe moyenne n'étaient pas d'accord, les riches obtenaient leur résultat préféré 53% du temps et la classe moyenne obtenait ce qu'ils voulaient 47% du temps. Certains critiques ne sont pas d'accord avec la conclusion générale de Gilens et Pages, mais pensent que l'ensemble de données confirme que "les riches et les (classes) moyennes sont efficaces pour bloquer les politiques que les pauvres veulent" .

#### Thomas Fergusson
La théorie de l'investissement de la concurrence entre partis du politologue Thomas Ferguson peut être considérée comme une théorie d'élite. Exposée plus en détail dans son livre de 1995 Golden Rule: The Investment Theory of Party Competition and the Logic of Money-driven Political Systems, la théorie commence par noter que dans les systèmes politiques modernes, le coût d'acquisition de la conscience politique est si élevé qu'aucun citoyen ne peut se le permettre . En conséquence, ces systèmes ont tendance à être dominés par ceux qui le peuvent, le plus souvent les élites et les entreprises. Ces élites cherchent ensuite à influencer la politique en « investissant » dans les partis ou les politiques qu'elles soutiennent par le biais de contributions politiques et d'autres moyens tels que des approbations dans les médias.